# Hartmut Witt
Pour les articles homonymes, voir Witt.
Hartmut Witt (né en 1957) est un auteur allemand de jeux de société.
Il a créé une maison d'édition de jeux de société : Witt-Spiele.

## Ludographie

### Seul auteur
- Traumland, ????, Piatnik
- Seti, 1979, Bütehorn, Spiel des Jahres  plus beau jeu 1979
- Elf Mann Ho, 1989, ????
- Mauern Babylon, 1989, Witt-Spiele
- Koalition, 1992, Salagames
- Kampf um Rom - Germanica, 1995, Kuhlmann Geschichtsspiele
- Odyssee, 1995, Hexagames
- Mutternland, 1997-2005, Witt-Spiele
- Dream Team, 1996-1997, Hexagames / Abacus
- Ritter ohne Furcht und Tadel, 1997, Eurogames
- Löwendynastie, 1998, Adlung
- Dream Team Ausbausätze, 1999, Witt-Spiele
- Sumera, 1999, Witt-Spiele réédition de Mauern Babylon
- Gerüchteküche, 2000, Adlung
- Schaumermal, 2001, Witt-Spiele réédition de Elf Mann Ho
- Sack was!, 2003, Witt-Spiele

### Avec Ernst Franke
- Odysseus, 1985, Piatnik

### Avec Matthias Froese
- Sackwas, 2004, Witt-Spiele

### AvecWolfgang Kramer
- Ene Mene Muh, 2005, Kosmos

### Avec Frank Schaubrenner
- Kreuz & Quer, 2006, Kosmos

### Avec Andreas Steiner
- Merlins Erben, 1992, Salagames réédité en 1995 sous le nom Die Druiden par Hexagames
- Teufel Teufel, 1993, Salagames
- Osiris, 1995, Hexagames